# Kleine Fontanne
Die Kleine Fontanne (auch Kleine Fontannen) ist ein rund 11 Kilometer langer linker Zufluss der Fontanne im Schweizer Kanton Luzern, der durch das Napfbergland verläuft und teilweise die nordwestliche Grenze der Region Entlebuch bildet.

## Geographie

### Verlauf
Die Kleine Fontanne entspringt auf 1061 m ü. M. an der markanten Stächeleggflue unterhalb des 1372 m ü. M. hohen Hängsts. Anfangs fliesst sie nach Nordosten durch ein unberührtes und stark bewaldetes Kerbtal, welches parallel zum Chrachegrabe und Güggigrabe verläuft und vom Grosseberg im Südosten begrenzt wird. Bei Paradisli vereinigt er sich mit dem Chrachebach und durchfliesst nun das Tal Fontanne. Er fliesst hier anfangs in südöstliche Richtung bis zum Hof Grabmättli, wo er einen grossen Bogen Richtung Norden macht und den Flüebach aufnimmt. Hier breitet sich das Tal ein wenig aus, und der Bach wird nun von Feldern gesäumt. Nur wenig später mündet er auf 605 m ü. M. beim Hof Hinter-Mühleacher in die Grosse Fontanne, welche danach nur noch Fontanne genannt wird, und etwa 1 Kilometer weiter unten in die Kleine Emme mündet.

### Einzugsgebiet
Die Kleine Fontanne entwässert ein 23,34 Quadratkilometer grosses Gebiet im unteren Entlebuch. Dieses setzt sich zusammen aus 57,9 % bestockter Fläche, 38,3 % landwirtschaftlicher Fläche, 32,3 % Siedlungsfläche, 0,8 % unproduktiver Fläche und 0,7 % Gewässer. Der höchste Punkt des Einzugsgebietes liegt auf 1367 m ü. M. und befindet sich am Osthang des Hängsts, die durchschnittliche Höhe beträgt 910 m ü. M.